# Four à goémon
Les fours à goémon sont des tranchées creusées dans le sol qui servaient à produire des « pains de soude », obtenus à partir des cendres du goémon récolté, et qui étaient vendus au XVIe siècle aux manufactures du verre puis surtout au XIXe siècle, lors de la deuxième période industrielle de ces algues, aux industries qui en exploitaient l’iode utilisé dans l'industrie de la photographie (iodure d'argent) et le domaine médical (teinture d'iode désinfectant les blessures externes). La pêche au goémon connaît son plein essor pendant la seconde moitié du XIXe siècle, provoquant la création de véritables flottilles de goémoniers. Les fours à goémon se sont éteints dans les années 1950 lorsque les «pains de la mer» ont été détrônés par la soude chilienne et par la fabrication chimique d’une soude de bien meilleure qualité.

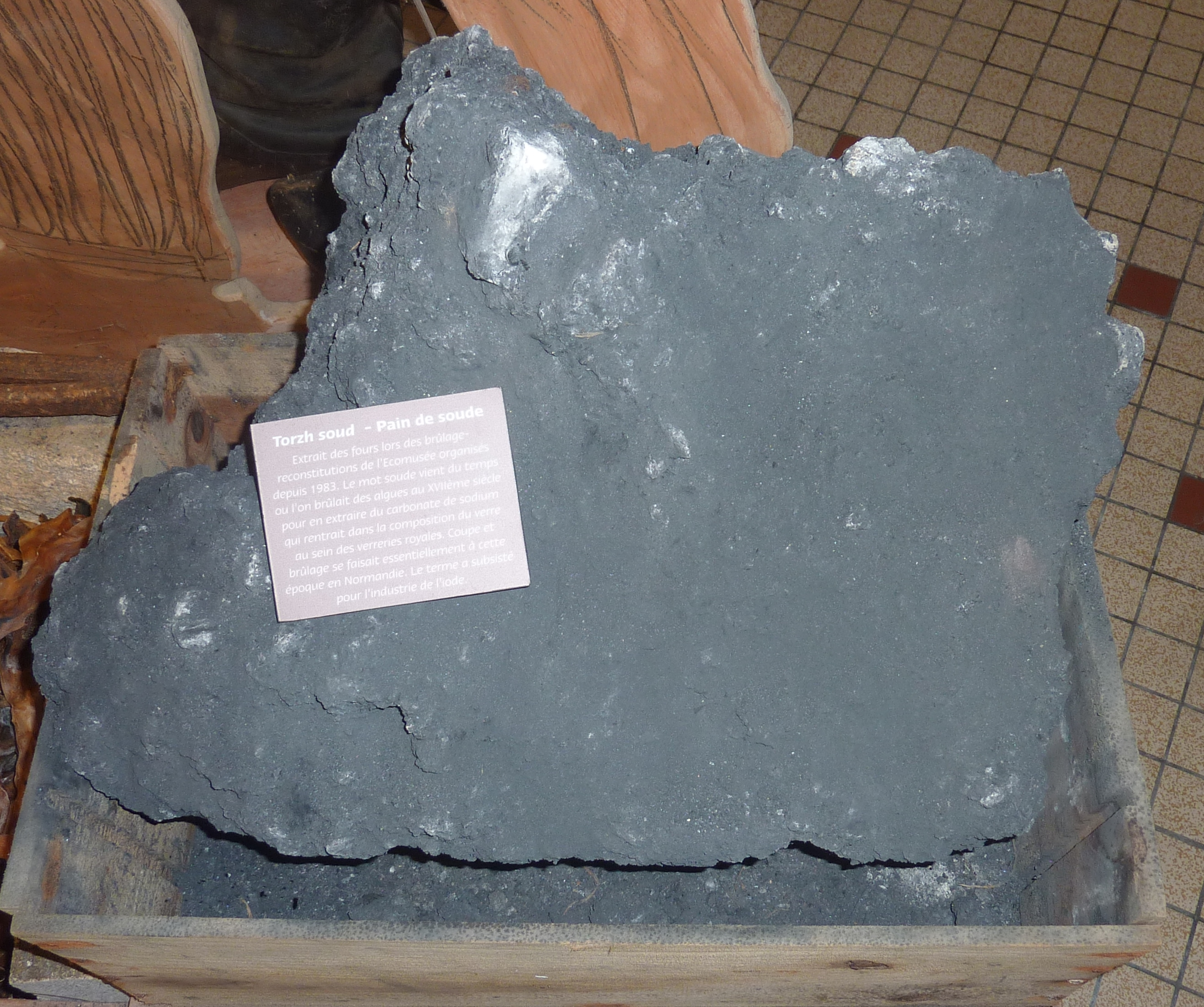
Pain de soude provenant du brûlage de goémon (Écomusée de Plouguerneau).

## Présentation

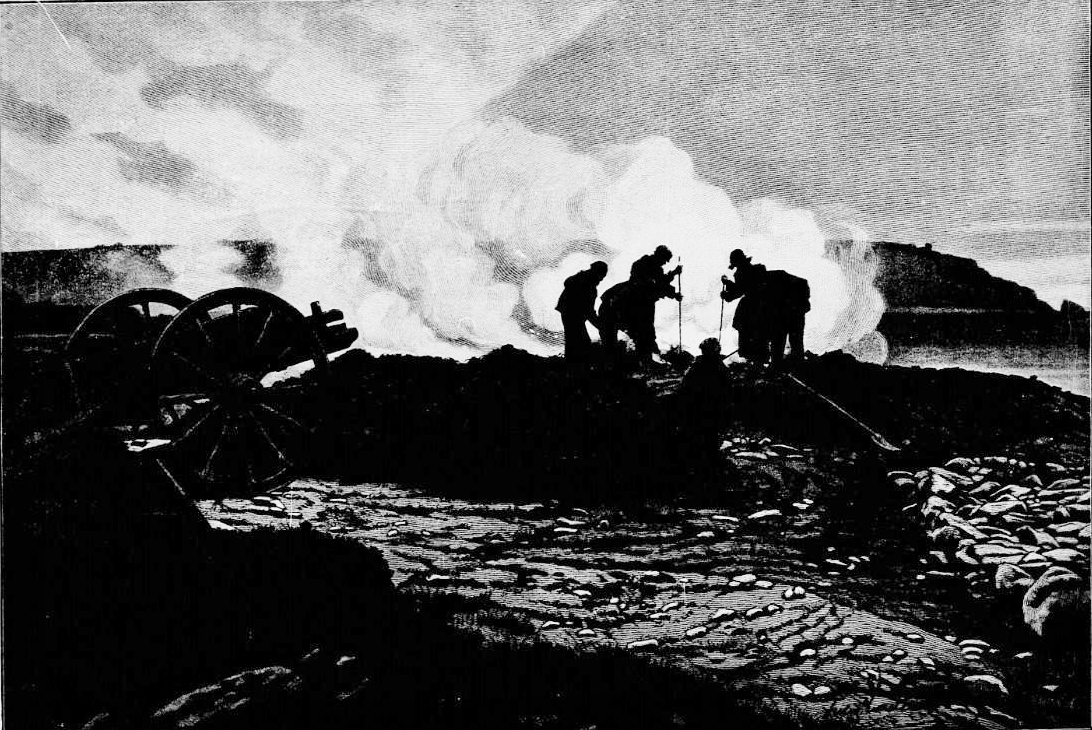
Les brûleurs de goémon en 1898 (à Ouessant).

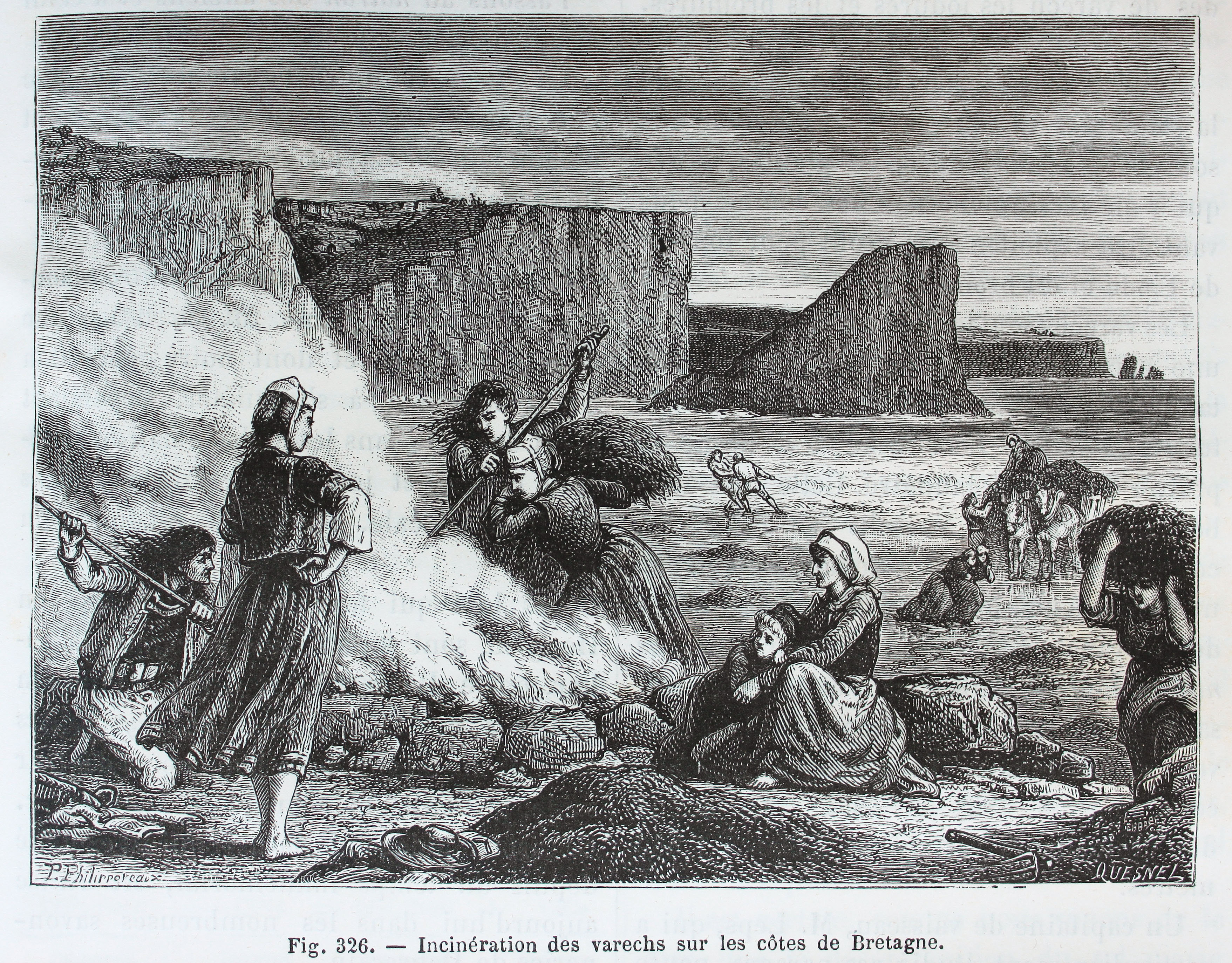
Incinération des varechs sur les côtes de Bretagne.

Un four breton se présente sous la forme d'une tranchée de 5 à 10 m de long, 0,50 m de large et 0,50 m de profondeur. Un four en Manche présente généralement une forme circulaire et offre un diamètre moyen d'environ un mètre.
Les parois et le fond sont tapissés de pierres plates assemblées avec de la glaise. Ces pierres sont isolées de la terre par une couche de galets qui laisse passer l'air. Le four breton est divisé en compartiments par des cloisons de pierre amovibles, afin de faciliter le démoulage des pains de soude (matière grisâtre solidifiée issue des cendres de goémon). Ces cloisons devaient être souvent changées car la chaleur les faisait éclater. Le four est généralement construit sur une butte exposée aux vents dominants.
Une fois séché, le goémon est reconstitué en meulon près du four. Les brûleurs de goémon disposaient les algues dans le four sur un lit de branchages enflammés. Le goémon était jeté par petites poignées pendant plusieurs journées dans le four à goémon. Une sorte de lave minérale se déposait alors au fond de la fosse. Des hommes armés du pifon remuaient la couche de goémon pour mieux la faire brûler. Puis ils laissaient refroidir et à l’aide du pifon, ils dégageaient les « pains de la mer » d'environ 50 kg qui était vendu aux usines de produits chimiques (la soude, l'iode, les sels de potasse servaient notamment à l'industrie chimique, pharmaceutique et à la verrerie).
Il fallait environ une tonne de goémon vert pour obtenir un bloc de soude (jusqu'à 80 kg) dont l'usine extrayait au mieux 1 kg d'iode.
On y brûlait également les laminaires séchées, pour en faire de la teinture d'iode, puissant antiseptique.
Valentine Vattier d'Ambroyse a décrit comme suit le brûlage du goémon en 1869 près de la Pointe Saint-Mathieu :

« Pour rendre le goémon propre aux transformations chimiques, il faut le brûler, opération accomplie sur des rochers isolés ou sur des emplacements du rivage impropres à autre chose. La combustion produit une fumée blanche, tellement abondante et opaque,qu'elle peut parfois, en masquant l'horizon, gêner l'étude des points de repère de la côte. Toute chargée d'exhalaisons marines, cette fumée est très désagréable et nuisible, par sa trop grande activité, à la végétation. S'il était possible de la condenser et de la distiller, on en retirerait certainement des produits excellents. »

. Ces fours à goémon sont encore visibles en de nombreux endroits de la côte Finistère : Cléder, Plozévet, Plouescat, Plouneour-Trez, Meneham, Lampaul-Plouarzel, Porspoder, Lesconil, l'île de Molène, l'île de Sieck, etc.

## Galerie

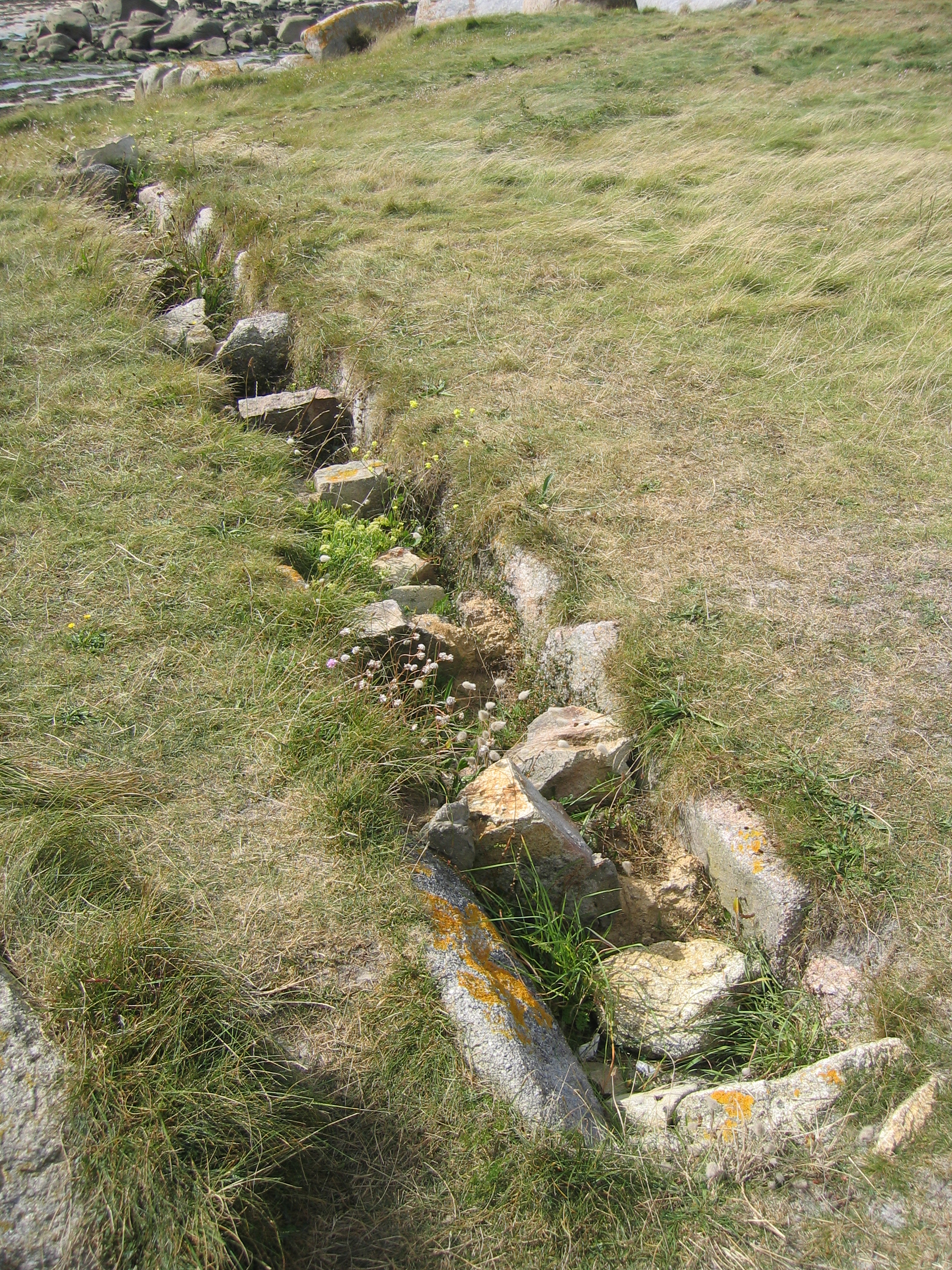
Four à goémon à Cléder sur la plage des Amiets
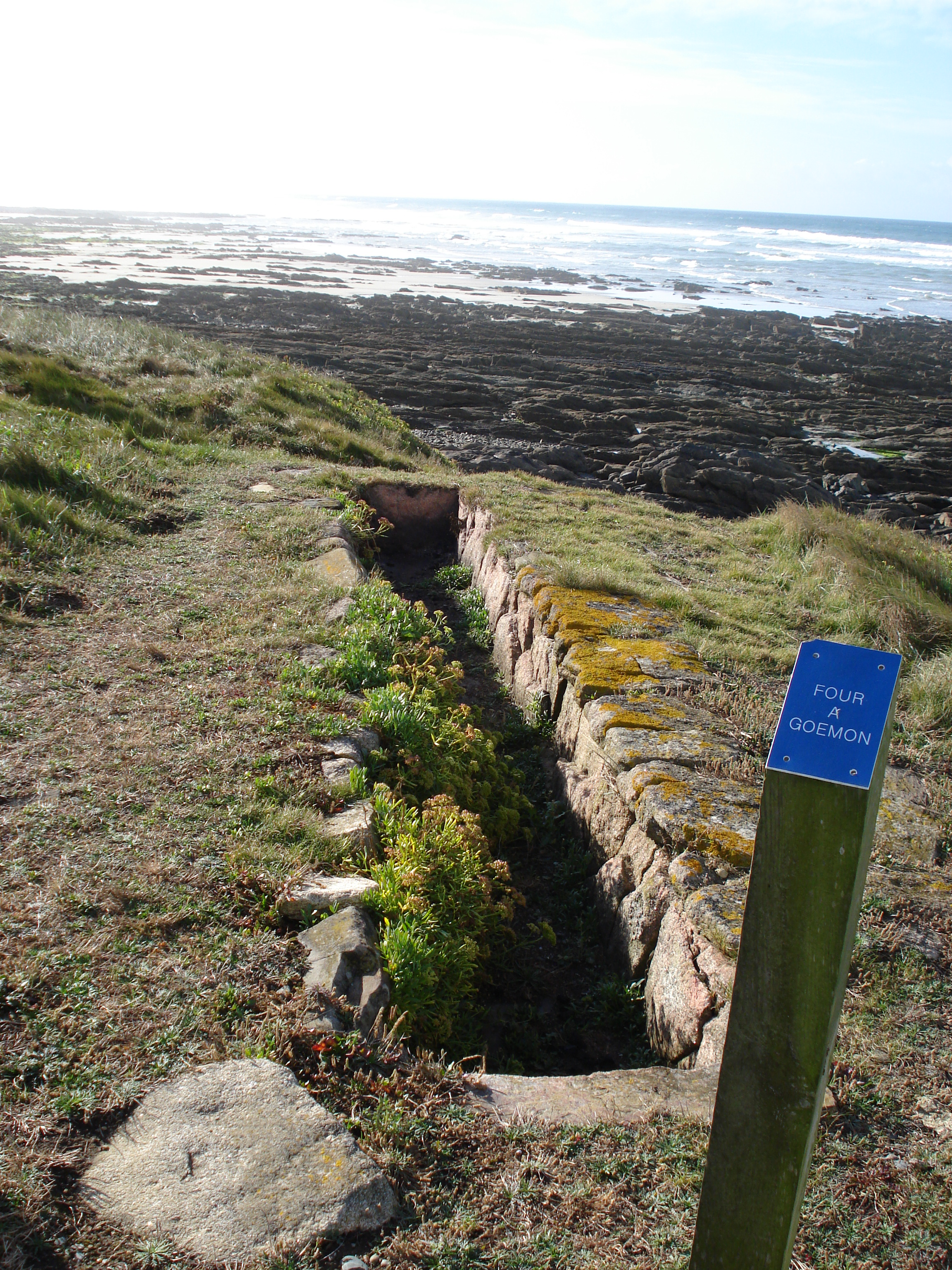
Four à goémon à Penhors, commune de Pouldreuzic
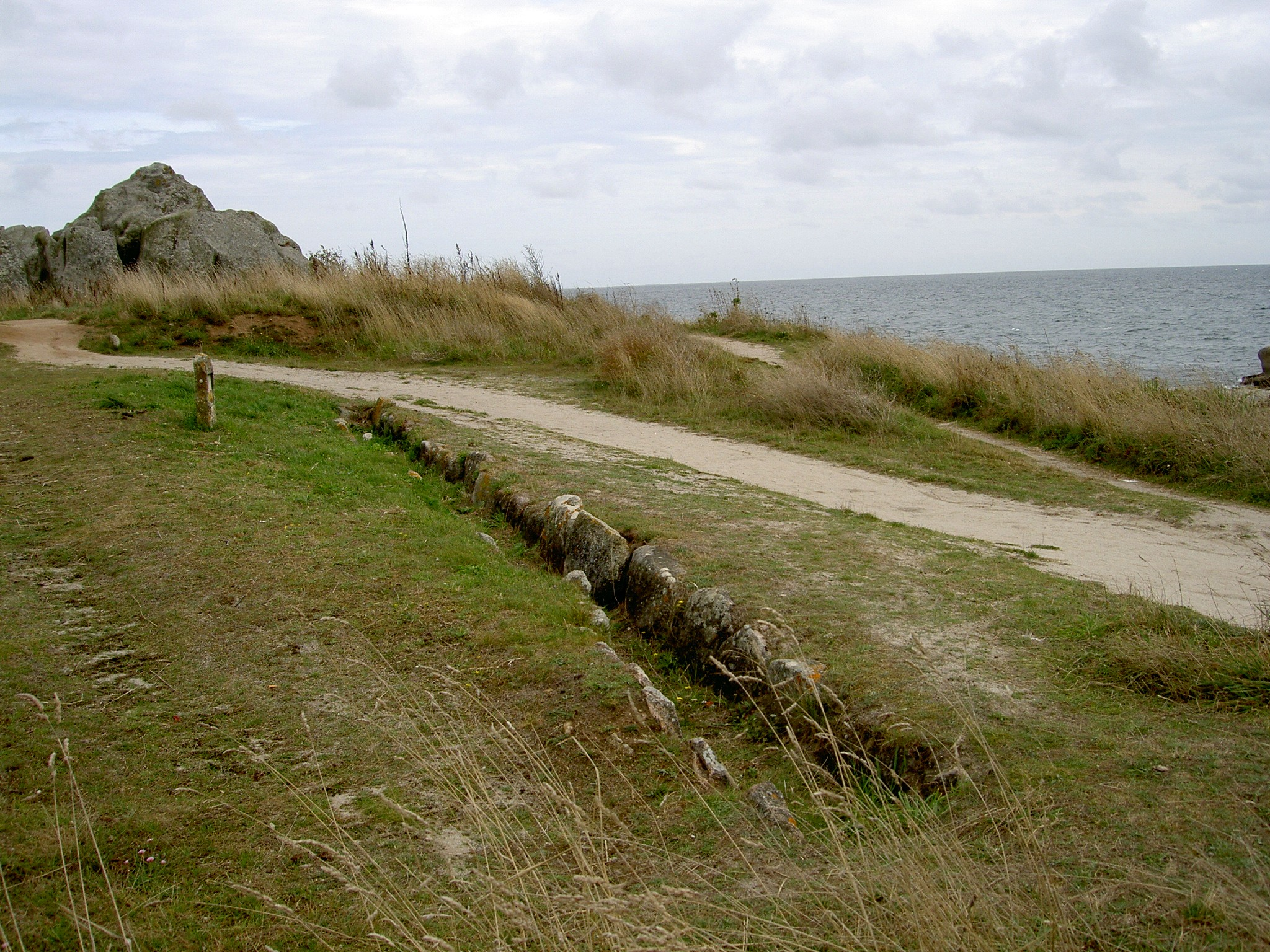
Four à goémon restauré, à Lesconil.
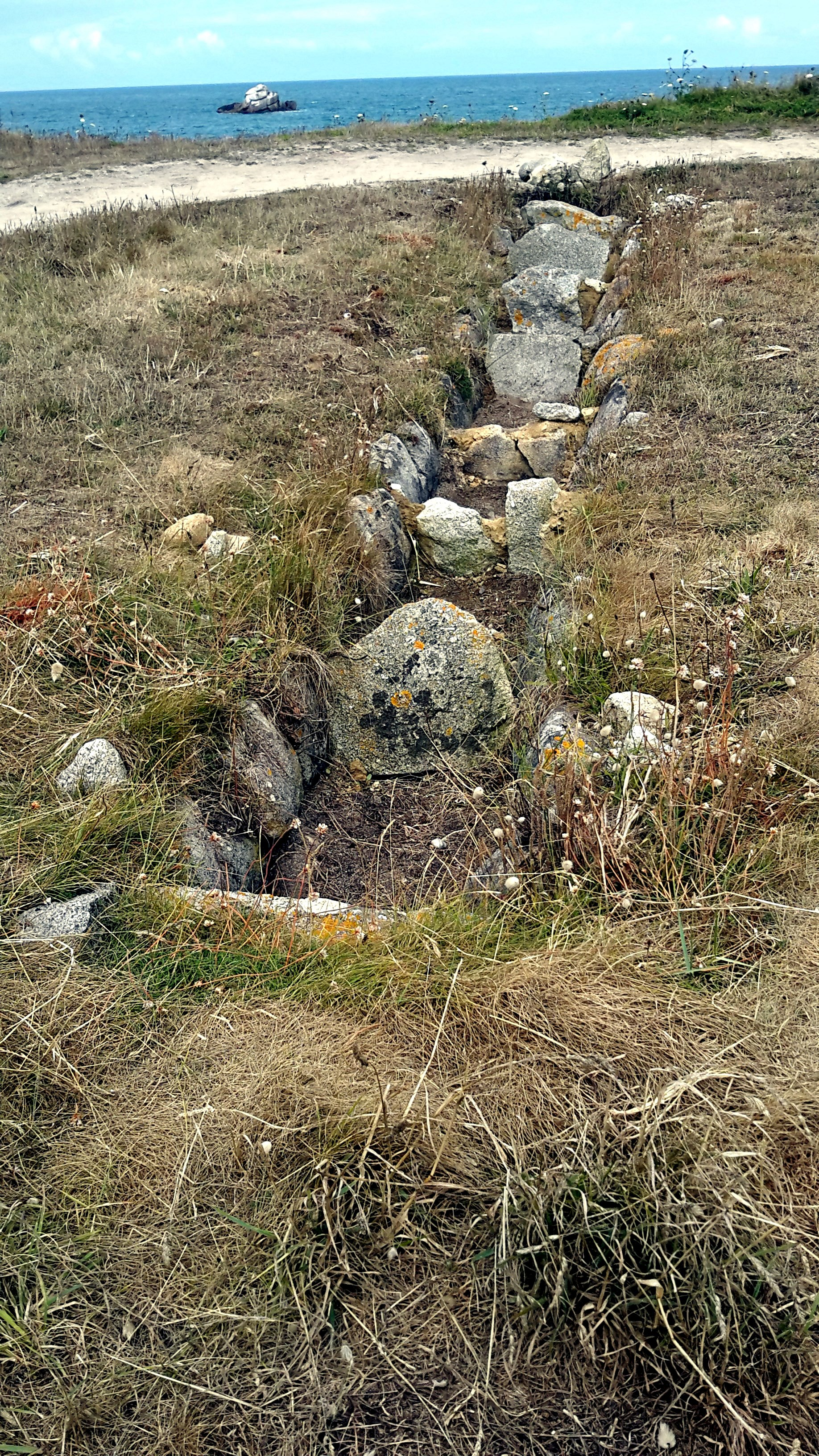
Four à goémon de Plouescat, avec ses cloisons de pierre amovibles.
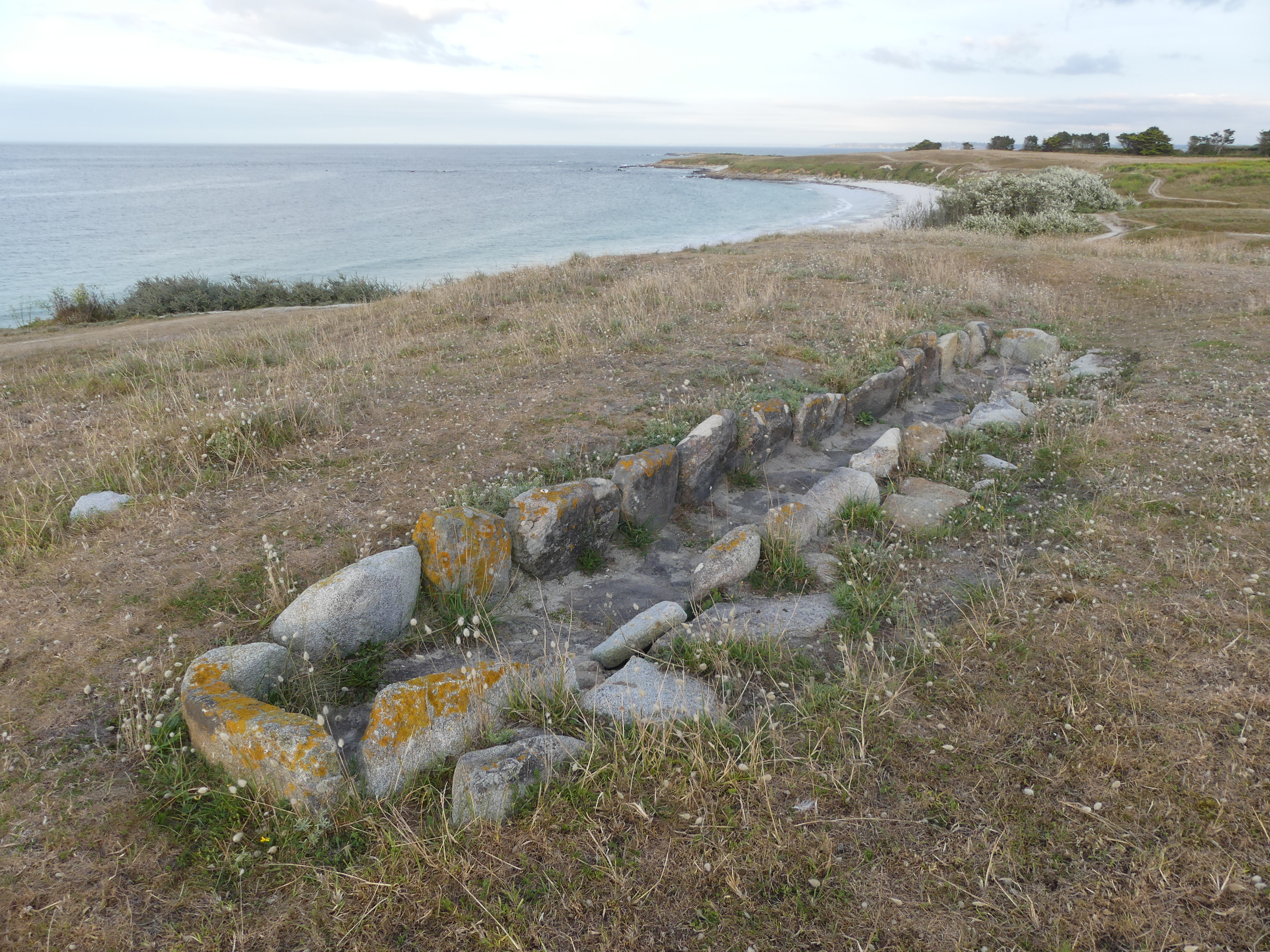
Four à goémon près de la grève blanche à l'île de Batz.